# والری خارلاموف
والری خارلاموف (روسی: Вале́рий Бори́сович Харла́мов؛ ۱۴ ژانویهٔ ۱۹۴۸ – ۲۷ اوت ۱۹۸۱) بازیکن هاکی روی یخ اهل اتحاد جماهیر شوروی سوسیالیستی بود.
وی همچنین برندهٔ جوایزی همچون تالار افتخارات هاکی شده‌است.